# Giermek

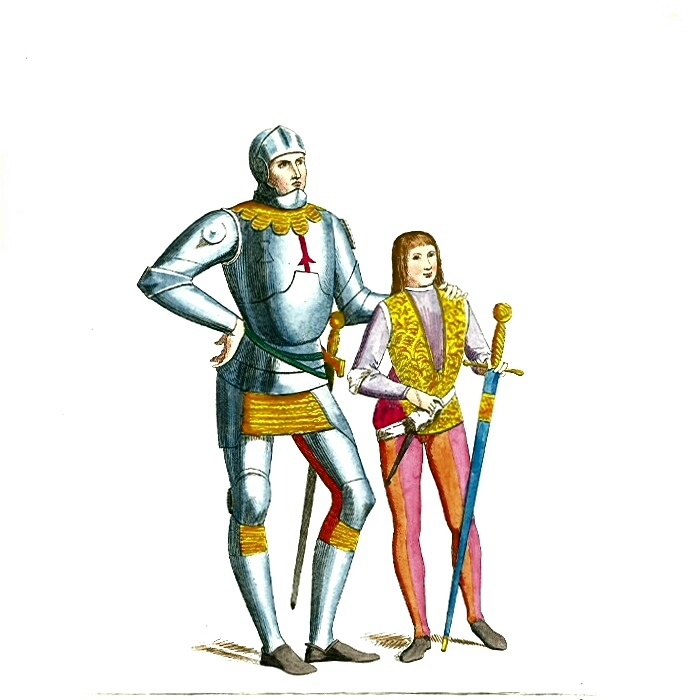
Rycerz i giermek

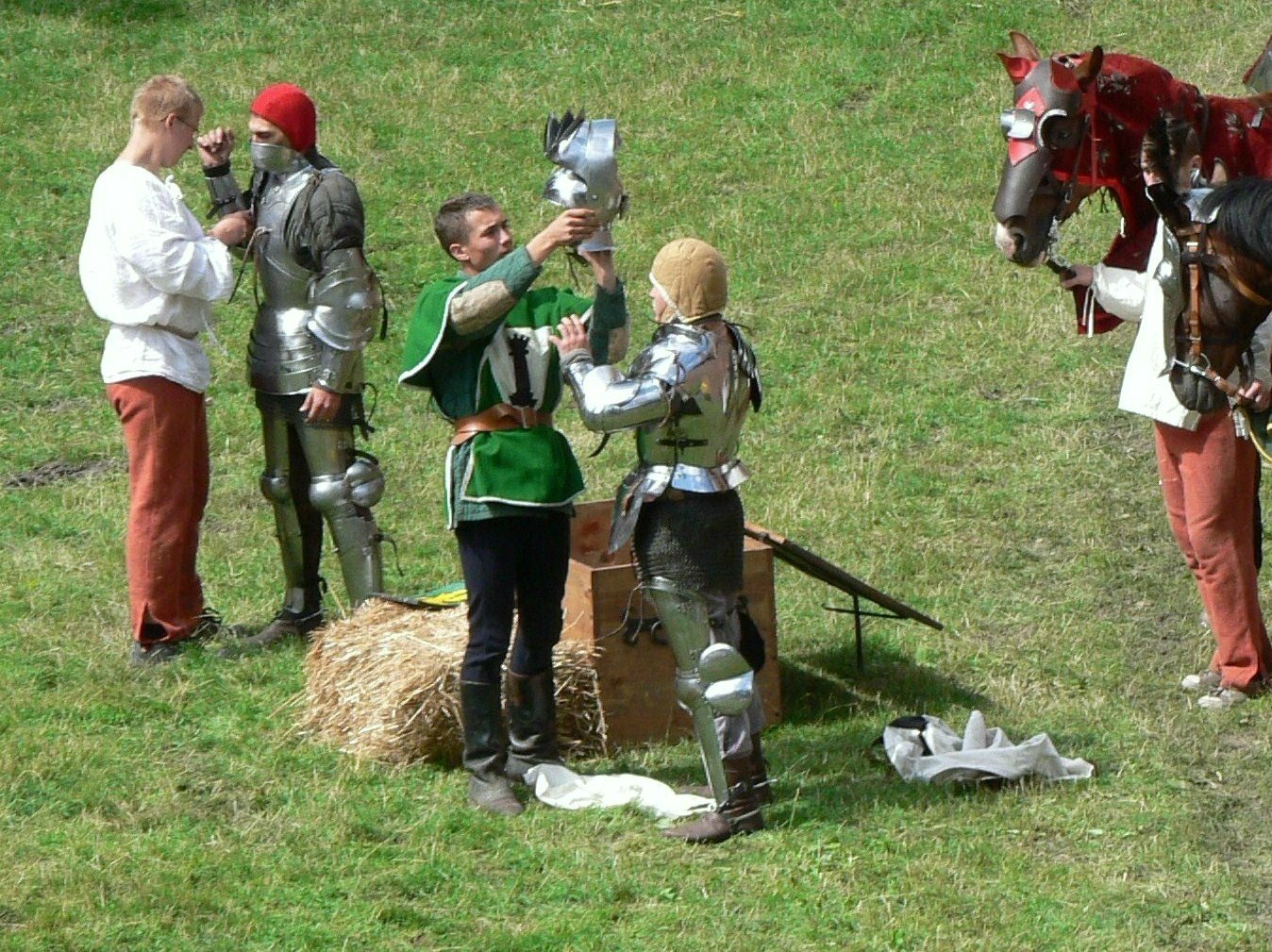
Giermek pomaga rycerzowi w nałożeniu zbroi. Rekonstrukcja historyczna w Malborku

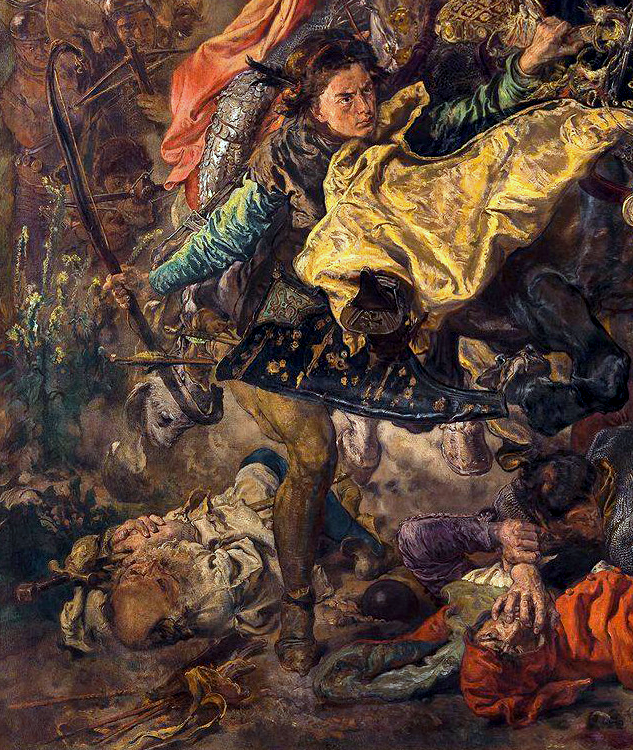
Giermek na obrazie Bitwa pod Grunwaldem Jana Matejki

Giermek (od węg. gyermek – dziecko) – pomocnik średniowiecznego rycerza, młodzieniec towarzyszący rycerzowi i szkolący się w służbie wojskowej. Jego służba była traktowana jako przygotowanie do stanu rycerskiego.

## Historia
Giermkami zostawali młodzi chłopcy przeważnie z rodów szlacheckich, którzy byli wysyłani na dwór seniora, by tam uczyć się rycerskiego rzemiosła. Kształcili się we wszystkich dziedzinach ówczesnej sztuki wojennej, to jest jazdy konnej, walki bronią białą różnego rodzaju (miecz, topór), często również walki wręcz oraz w posługiwaniu się łukiem lub kuszą. Poznawali również tajniki kodeksu rycerskiego oraz hartowali ciało i ducha. W czasie wypraw wojennych zostawali wcielani do oddziału (kopii) swojego rycerza. W czasie bitwy towarzyszyli rycerzowi w walce.
Giermek mógł za szczególne zasługi zostać pasowany na rycerza, otrzymując symbolicznie złote ostrogi oraz pas.

## Giermkowie w literaturze
Najbardziej znanym giermkiem w literaturze światowej jest prawdopodobnie Sancho Pansa, wierny sługa błędnego rycerza Don Kichota. Innym giermkiem znanym z literatury światowej jest giermek Gorwenal z Dziejów Tristana i Izoldy. W polskiej literaturze pojawia się Czech Hlawa, giermek Zbyszka z Bogdańca z powieści Krzyżacy Henryka Sienkiewicza.